# Ménonry
Ménonry (ook Menonry of Ménonri) is een gehucht in Aiseau, een deelgemeente van de Belgische gemeente Aiseau-Presles in de provincie Henegouwen. Het ligt aan de Samber in het noorden van de deelgemeente. Ménonry ligt zo'n anderhalve kilometer ten noorden van het centrum van Aiseau, tussen Oignies in het oosten en Roselies in het westen.

## Geschiedenis
Een oude vermelding van de plaats dateert uit 1202 als Mononriu. De Ferrariskaart uit de jaren 1770 toont hier het gehucht Memourien.

## Verkeer en vervoer
In Ménonry bevindt zich het spoorwegstation Aiseau aan spoorlijn 130 tussen Namen en Charleroi.

Deelgemeenten: Aiseau · Pont-de-Loup · Presles · Roselies

Overige gehuchten: Ménonry · Oignies

Belgische gemeenten · Arrondissement Charleroi · Henegouwen · Wallonië